# Sint-Lambertuskerk (Haelen)

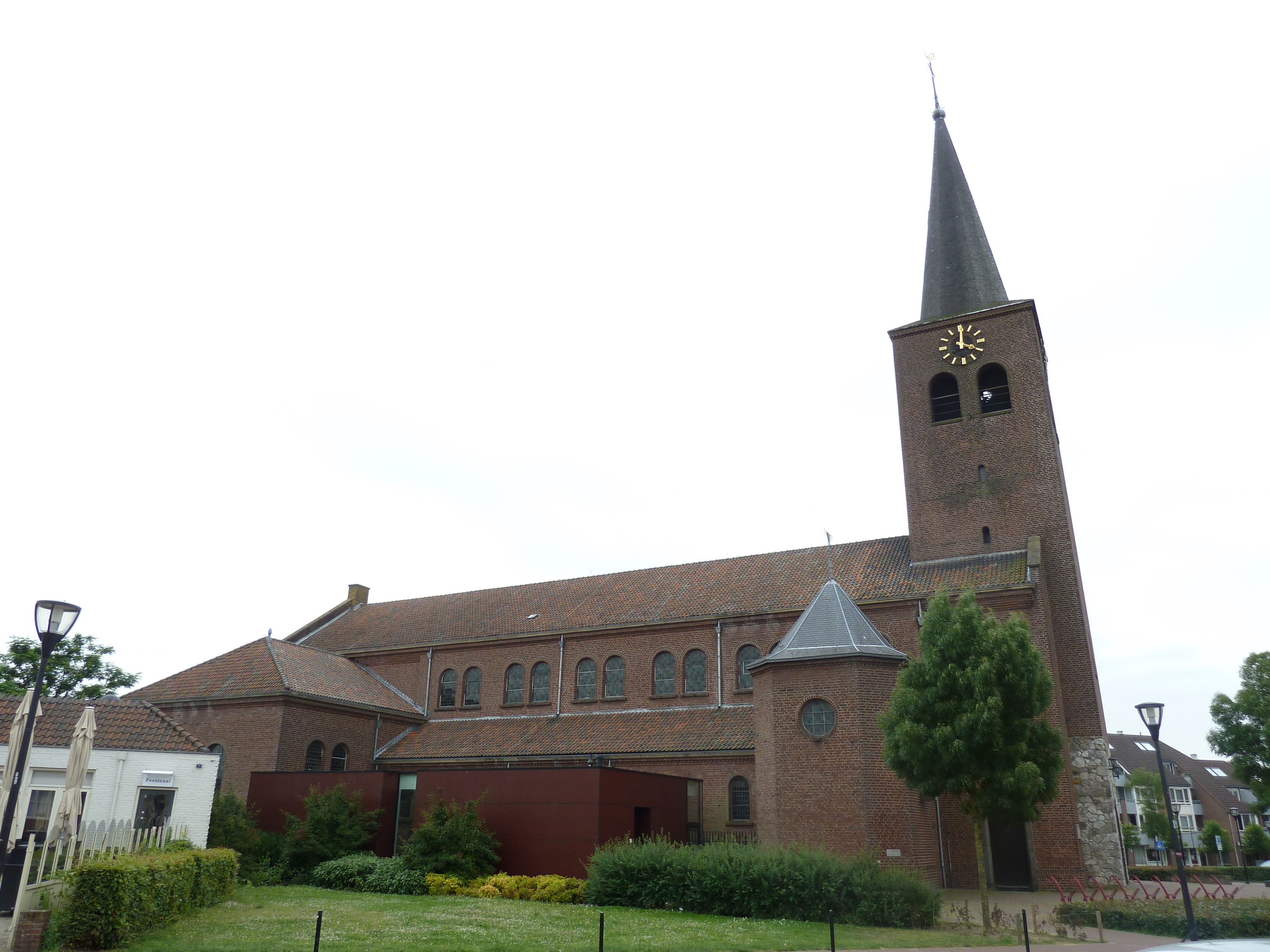
Sint-Lambertuskerk

De Sint-Lambertuskerk is de parochiekerk van Haelen, gelegen aan Kerkplein 13, in de Nederlandse gemeente Leudal.

## Geschiedenis
Waarschijnlijk was er al een kerkje in de 13e eeuw, want het doopvont stamde uit omstreeks 1200. Er zijn geen documenten over de vorm van deze kerk. In de 18e eeuw was er een toren met speklagen: Een vierkante toren met vier hoektorentjes, waarboven een achthoekige geleding voor de klokken, en gedekt door een naaldspits. Het schip was romaans en het verhoogde koor en de transeptarmen waren gotisch.
Van 1858-1861 werd de kerk vervangen door een neogotische kruiskerk naar ontwerp van Pierre Cuypers. In 1937 werd een sacristie toegevoegd naar ontwerp van Joseph Franssen. Op 15 november 1944 werd de toren door de terugtrekkende Duitsers opgeblazen, waarbij ook de kerk verloren ging. In 1946 werd het puin opgeruimd. Archeologisch onderzoek leverde geen aanwijzing voor oudere gebouwen.
Een noodkerk werd ingericht nabij Kasteel Aldenghoor, toen als klooster in gebruik bij de Missionarissen van Mill Hill. Het was Jacques van Groenendael jr. die een nieuwe kerk ontwierp welke van 1954-1955 werd gebouwd.

## Gebouw
De huidige kerk is een bakstenen kruisbasiliek in basilicastijl. De aangebouwde westtoren heeft een benedendeel met kerkingang in breuksteen, de rest is in baksteen uitgevoerd. Het interieur doet met ronde scheibogen, een vlak plafond en een ronde apsis met triomfboog, denken aan vroegchristelijke kerken. Het interieur wordt gedomineerd door schoon metselwerk.
Tot de kunstwerken behoren een beeldje van spelende kinderen vóór de kerk, en een buste van de Heilige Lambertus tegen de doopkapel.